# Vuelo 103 de Buddha Air
El Vuelo 103 de Buddha Air fue operado el 25 de septiembre de 2011 por un Beechcraft 1900D, registro 9N-AEK, cuando se estrelló en la colina Kotdada mientras intentaba aterrizar con mal tiempo en el Aeropuerto Internacional Tribhuwan de Kathmandú. Todas las personas que viajaban a bordo, excepto un pasajero, murieron en el accidente. Un pasajero nepalí fue rescatado pero murió de camino al hospital. 
El avión estaba efectuando un vuelo turístico y regresaba a Kathmandú, los dieciséis pasajeros incluían diez de nacionalidad india, un japonés, dos estadounidenses y tres nepalíes.

## Avión
El avión fue un Beechcraft 1900D de diecinueve plazas turbohélice bimotor, tenía trece años y estaba registrado en Nepal como 9N-AEK.